# Дивизия Атомвафен
Дивизия Атомвафен или Atomwaffen Division (AWD, Atomwaffen в превод на немски означава „ядрено оръжие“) е неонационалсоциалистическа терористична мрежа. Тя е създадена през 2015 г. в южните Съединени щати, оттам се разпространява из цялата страна. По-късно се разширява и в Европа. Неонацистката мрежа е организирана в независими клетки само с по няколко членове, в съответствие с принципа на „съпротива без лидер“, който се отстоява от десетилетия от десни екстремистки идеолози като американския неонацист Джеймс Мейсън. Организацията призовава за расова война, извършва нападения и убийства.